# 麥克道爾 (肯塔基州)
麥克道爾（英語：McDowell）是位於美國肯塔基州弗洛伊德縣的一個人口普查指定地區。

## 人口
根據2020年美國人口普查的數據，麥克道爾的面積為6.42平方千米，當中陸地面積為6.42平方千米，而水域面積為0.00平方千米。當地共有人口661人，而人口密度為每平方千米102.96人。